# Mario Haas
Mario Haas (ur. 16 września 1974 w Grazu) – austriacki piłkarz grający na pozycji napastnika.

## Kariera klubowa
Haas urodził się w Grazu i tam też rozpoczął karierę piłkarską w klubie Sturm Graz. Już w sezonie 1992/93 zadebiutował w jego barwach w rozgrywkach austriackiej Bundesligi i w premierowym sezonie zdobył gola. W sezonie 1993/94 występował w pierwszym składzie Sturmu, a w 1995 roku został z nim wicemistrzem Austrii. Stworzył wówczas atak z partnerem z reprezentacji Ivicą Vasticiem. W 1996 roku zdobył zarówno Puchar Austrii, jak i Superpuchar Austrii, a rok później powtórzył to pierwsze osiągnięcie. W sezonie 1997/98 zdobył 17 bramek i został najlepszym strzelcem Sturmu, który po raz pierwszy w historii wywalczył tytuł mistrza Austrii. W sezonie 1998/99 po raz pierwszy wystąpił w fazie grupowej Ligi Mistrzów, a w Bundeslidze znów był najskuteczniejszy wśród graczy swojego klubu (17 goli). Został też po raz drugi w karierze mistrzem Austrii i trzeci raz zdobywcą krajowego pucharu.
Latem 1999 roku Haas przeszedł do francuskiego RC Strasbourg, w którym miał stworzyć atak z Péguyem Luyindulą. W Ligue 1 zadebiutował 31 lipca w wygranym 1:0 meczu z RC Lens, a 14 sierpnia zdobył gola w wygranym 2:0 spotkaniu z Montpellier HSC. Jak się jednak okazało, był to jego jedyny gol w sezonie. W kolejnym Haas także nie błyszczał i był tylko dublerem dla nowego napastnika Racingu, Serba Daniela Ljuboji. Zdobył 2 gole, ale rozegrał tylko 11 spotkań w lidze. Na koniec sezonu Strasbourg spadł do Ligue 2.
Jeszcze w trakcie sezonu Haas wrócił do Sturmu, w którym rywalizował o miejsce w składzie z Vasticiem, Hannesem Reinamyrem, Węgrem Imre Szabicsem oraz Rosjaninem Siergiejem Juranem. W 2002 roku został wicemistrzem Austrii oraz dotarł do finału austriackiego pucharu. W sezonie 2003/04 został najlepszym strzelcem klubu z 10 golami. W 2005 roku wyjechał do Japonii. Podpisał kontrakt z zespołem JEF United Ichihara Chiba i zdobył z tym klubem Yamazaki Nabisco Cup. Na początku 2007 roku wrócił do Sturmu. W sezonie 2009/2010 zdobył z nim Puchar Austrii, a w sezonie 2010/2011 wywalczył z nim mistrzostwo kraju. W 2013 roku zakończył w nim swoją karierę.
| Sezon   | Klub                | Kraj    | Rozgrywki  | Mecze | Bramki |
| ------- | ------------------- | ------- | ---------- | ----- | ------ |
| 1992/93 | Sturm Graz          | Austria | Bundesliga | 6     | 1      |
| 1993/94 | Sturm Graz          | Austria | Bundesliga | 28    | 5      |
| 1994/95 | Sturm Graz          | Austria | Bundesliga | 34    | 13     |
| 1995/96 | Sturm Graz          | Austria | Bundesliga | 35    | 12     |
| 1996/97 | Sturm Graz          | Austria | Bundesliga | 14    | 1      |
| 1997/98 | Sturm Graz          | Austria | Bundesliga | 36    | 17     |
| 1998/99 | Sturm Graz          | Austria | Bundesliga | 32    | 17     |
| 1999/00 | RC Strasbourg       | Francja | Ligue 1    | 16    | 1      |
| 2000/01 | RC Strasbourg       | Francja | Ligue 1    | 12    | 2      |
| 2000/01 | Sturm Graz          | Austria | Bundesliga | 14    | 4      |
| 2001/02 | Sturm Graz          | Austria | Bundesliga | 30    | 12     |
| 2002/03 | Sturm Graz          | Austria | Bundesliga | 20    | 6      |
| 2003/04 | Sturm Graz          | Austria | Bundesliga | 34    | 10     |
| 2004/05 | Sturm Graz          | Austria | Bundesliga | 16    | 7      |
| 2005    | JEF United Ichihara | Japonia | J-League   | 25    | 6      |
| 2006    | JEF United Ichihara | Japonia | J-League   | 23    | 5      |
| 2006/07 | Sturm Graz          | Austria | Bundesliga | 15    | 4      |
| 2007/08 | Sturm Graz          | Austria | Bundesliga | 35    | 14     |
| 2008/09 | Sturm Graz          | Austria | Bundesliga | 35    | 15     |
| 2009/10 | Sturm Graz          | Austria | Bundesliga | 17    | 1      |
| 2010/11 | Sturm Graz          | Austria | Bundesliga | 31    | 5      |
| 2011/12 | Sturm Graz          | Austria | Bundesliga | 24    | 2      |
| 2012/13 | Sturm Graz          | Austria | Bundesliga | 1     | 0      |

## Kariera reprezentacyjna
W reprezentacji Austrii Haas zadebiutował 27 marca 1996 roku w wygranym 1:0 towarzyskim spotkaniu z reprezentacją Szwajcarii. W 1998 roku został powołany przez selekcjonera Herberta Prohaskę do kadry na Mistrzostwa Świata we Francji. Tam zaliczył trzy mecze, w tym dwa jako rezerwowy. Zagrał z Kamerunem (1:1), z Chile (1:1) oraz z Włochami (1:2).